# Зайдер, Мориц
Мо́риц За́йдер (нем. Moritz Seider; род. 6 апреля 2001, Целль, Рейнланд-Пфальц) — немецкий хоккеист, защитник клуба НХЛ «Детройт Ред Уингз».
На драфте НХЛ 2019 года был выбран в первом раунде под общим 6-м номером командой «Детройт Ред Уингз».

## Карьера
В апреле 2018 года подписал свой первый профессиональный контракт с клубом «Адлер Мангейм». В сезоне 2017/18 в составе «Адлер Мангейм» провёл 4 игры, не набрав при этом ни одного очка. В следующим сезоне он стал основным игроком «Мангейма», проведя в общей сложности 29 игр и набрал 6 очков (2+4) по системе гол+пас, а также набрал 8 минут штрафа. В конце регулярного чемпионата Германии 2018/19 был удостоен награды «Новичок года». Чемпион Германии в сезоне 2018/19.

### НХЛ

#### «Детройт Ред Уингз»
В июле 2019 года подписал трёхлетний контракт новичка с клубом «Детройт Ред Уингз». Сезон 2019/20 провел в фарм-клубе «Ред Уингз» — «Гранд-Рапидс Гриффинс», где в 49 матча набрал 22 (2+20) очка.

### В сборной
Регулярно выступает за молодёжную и юношескую сборную Германии. В конце 2018 года выступал в первом дивизионе чемпионата мира среди молодёжных сборных, в котором сыграл 5 матчей и набрал 7 (1+6) очков и вывел команду в высший дивизион, а также был выбран «Лучшим защитником» этого турнира.
7 мая 2019 года в товарищеском матче против сборной США, дебютировал за национальную сборную, а так же, в этой игре набрал первое очко, отдав результативный пас на Маркуса Айзеншмида. Спустя день попал в окончательный состав сборной Германии на чемпионат мира в Словакии 2019 года.

## Статистика

### Клубная карьера
| 2016–17     | Юнг Адлер Мангейм     | DNL         | 22 | 4 | 8  | 12 | 18 | 4  | 0 | 1 | 1 | 0 |
| 2017–18     | Юнг Адлер Мангейм     | DNL         | 14 | 6 | 7  | 13 | 2  | —  | — | — | — | — |
| 2017–18     | Адлер Мангейм         | DEL         | 4  | 0 | 0  | 0  | 0  | —  | — | — | — | — |
| 2018–19     | Адлер Мангейм         | DEL         | 29 | 2 | 4  | 6  | 8  | 14 | 0 | 5 | 5 | 0 |
| 2019–20     | Гранд-Рапидс Гриффинс | АХЛ         | 49 | 2 | 20 | 22 | 28 | —  | — | — | — | — |
| 2020–21     | Регле                 | SHL         | 41 | 7 | 21 | 28 | 16 | 13 | 1 | 4 | 5 | 8 |
| 2021–22     | Детройт Ред Уингз     | NHL         | 82 | 7 | 43 | 50 | 34 | —  | — | — | — | — |
| Всего в DEL | Всего в DEL           | Всего в DEL | 33 | 2 | 4  | 6  | 8  | 14 | 0 | 5 | 5 | 0 |
| Всего в SHL | Всего в SHL           | Всего в SHL | 41 | 7 | 21 | 28 | 16 | 13 | 1 | 4 | 5 | 8 |
| Всего в NHL | Всего в NHL           | Всего в NHL | 82 | 7 | 43 | 50 | 34 | —  | — | — | — | — |

## Достижения

### Командные
Клубная карьера
| Год  | Команда       | Достижение       | Достижение |
| ---- | ------------- | ---------------- | ---------- |
| 2019 | Адлер Мангейм | Чемпион Германии |            |